# 刘海澜
刘海澜（Hiram Harrison Lowry，1843年5月29日—1924年）是美以美会在华传教士。
1843年，刘海澜出生在美国俄亥俄州曾斯维尔。1867年，刘海澜受美以美会差遣，到达中国福州。1868年6月，美以美会差会派遣麦利和、刘海澜2位传教士从福州前往北京，开辟华北宣教区。1869年，刘海澜牧师在北京开始宣教工作，奠定该会华北传教区的基础。1871年，美以美会在崇文门内孝顺胡同购买民房，建立该会在北京的第一所教堂，亚斯立堂，并创办了汇文书院（燕京大学的源头之一）。
1873年，一位山东肥城人王瑞符在北京美以美会信仰基督教，回乡后带领多人信仰耶稣。1874年，刘海澜从北京出发，前往山东省肥城县安驾庄传教，建立美以美会在山东省的第一处教堂。
1900年6月，义和团进入北京，亚斯立堂和教会产业全部被焚烧，许多牧师、教友被屠杀，刘海澜和其他教士及中国信徒匆忙避入东交民巷使馆。事变平息后，1903年，美以美会获得庚子赔款，扩大地产。1909年，重建亚斯立堂，并重建了汇文书院、慕贞书院。
1924年，刘海澜在北京去世，享年81岁。
据北京大学青年天文学会骨干考证，其外孙为约翰·道布森（英語：John Lowry Dobson，1915年9月14日－2014年1月15日），美国天文学家，道布森望远镜的发明者。